# Liste der Biografien/Rim
Liste der Biografien |
Portal Biografien |
Personensuche
# |
A |
B |
C |
D |
E |
F |
G |
H |
I |
J |
K |
L |
M |
N |
O |
P |
Q |
R |
S |
T |
U |
V |
W |
X |
Y |
Z |
?
 
Ra |
Rb |
Rd |
Re |
Rh |
Ri |
Rj |
Rk |
Rl |
Rm |
Rn |
Ro |
Rr |
Rs |
Rt |
Ru |
Rv |
Rw |
Rx |
Ry |
Rz
 
Ria |
Rib |
Ric |
Rid |
Rie |
Rif |
Rig |
Rih |
Rii |
Rij |
Rik |
Ril |
Rim |
Rin |
Rio |
Rip |
Riq |
Rir |
Ris |
Rit |
Riu |
Riv |
Riw |
Rix |
Riy |
Riz
Die Liste der Biografien führt alle Personen auf, die in der deutschsprachigen Wikipedia einen Artikel haben. Dieses ist eine Teilliste mit 128 Einträgen von Personen, deren Namen mit den Buchstaben „Rim“ beginnt.

## Rim
- Rim, Carlo (1902–1989), französischer Autor, Drehbuchautor, Produzent und Regisseur
- Rim, Jong-sim (* 1993), nordkoreanische Gewichtheberin und Olympiasiegerin
- Rim, Jong-un (* 2007), südkoreanischer Shorttracker
- Rim-Anum, König von Uruk
- Rim-Sin I., König von Larsa (1758–1699 v. Chr. oder 1822–1763 v. Chr.)

### Rima
- Rima, Marco (* 1961), Schweizer Schauspieler und Kabarettist
- Rima, Tommaso (1775–1843), Schweizer Mediziner
- Rimac, Mate (* 1988), kroatischer Unternehmer und ErfinderMate Rimac (* 1988)

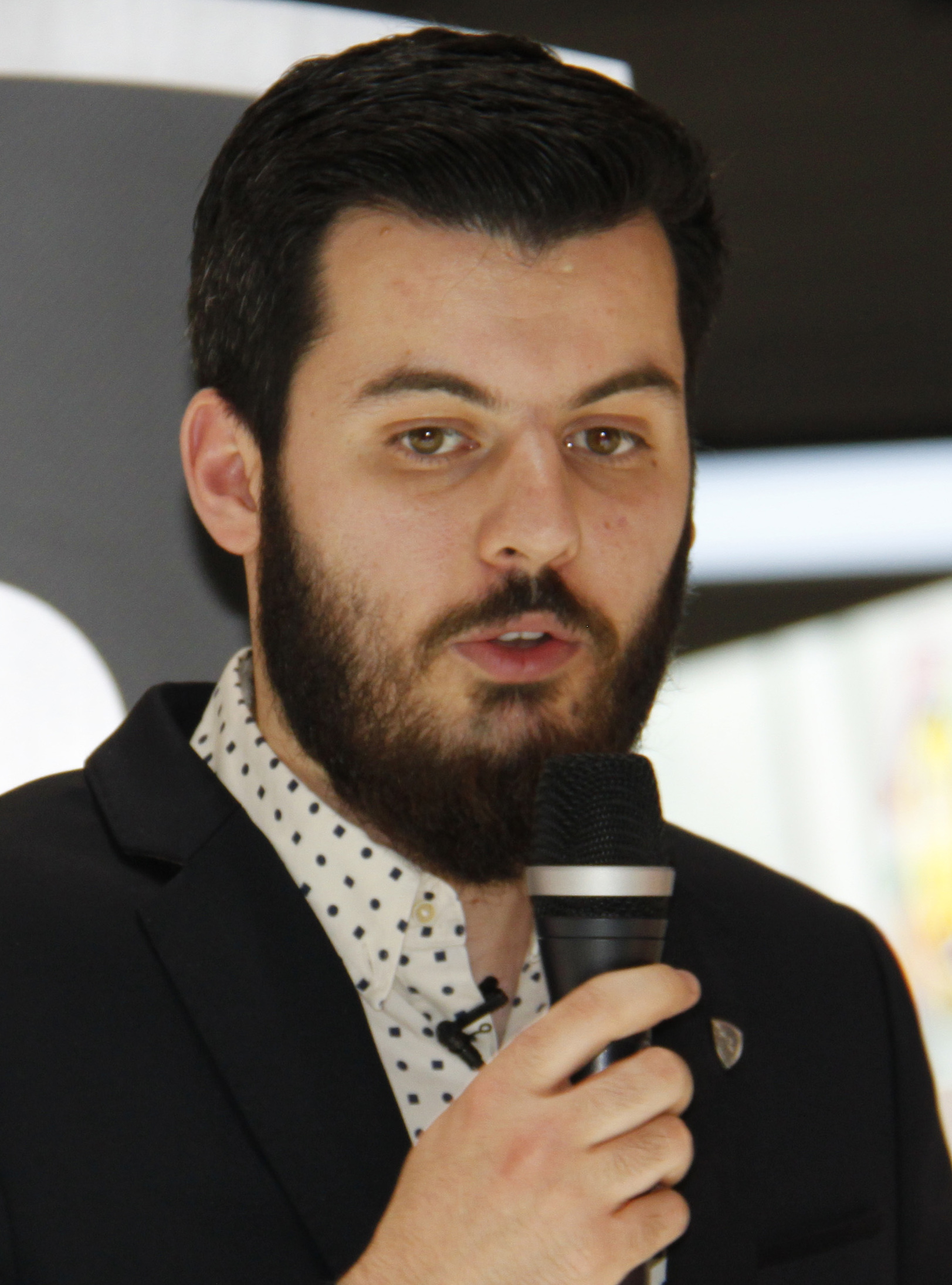
Mate Rimac (* 1988)

- Rimac, Slaven (* 1974), kroatischer Basketballspieler und -trainer
- Rimailho, Émile (1864–1954), französischer Ingenieur, Artillerieoffizier, Waffentechniker, Arbeitssoziologe
- Rimal, Hari Kumar (* 1987), nepalesischer Langstreckenläufer
- Rimalt, Elimelech (1907–1987), israelischer Politiker
- Rimando, Nick (* 1979), US-amerikanischer Fußballspieler
- Rimane, Davy (* 1979), französischer Politiker
- Rimann, Carl (* 1870), deutscher Gartenarchitekt und Fachschriftsteller
- Rimann, Eberhard (1882–1944), deutscher Geologe
- Rimann, Jürgen (1945–2006), deutscher Vexillologe und Heraldiker
- Rimarcdi, George (* 1975), schwedischer Badmintonspieler indonesischer Herkunft
- Rimarim, Bernardo (* 1962), philippinischer Straßenradrennfahrer
- Rimarski, Julius (1849–1935), deutscher evangelischer Theologe
- Rimarski, Walther (1874–1963), deutscher Chemiker
- Rimas, Algis (1940–2010), litauischer Politiker, Mitglied des Seimas
- Rimathé, Anton (1874–1943), Schweizer Gewerkschaftsfunktionär und Politiker
- Rimaud, Didier (1922–2003), französischer Jesuit, Dichter und Komponist
- Rimawi, David, US-amerikanischer Filmproduzent
- Rimawi, Kassim al- (1918–1982), jordanischer Politiker

### Rimb
- Rimbach, Eberhard (1852–1933), deutscher Chemiker und Hochschullehrer
- Rimbach, Gerald (* 1964), deutscher Ernährungswissenschaftler und Hochschullehrer
- Rimbach, Gerhard (1925–2004), deutscher Maschinenbauer, Gründungsrektor der Universität Siegen
- Rimbaud, Arthur (1854–1891), französischer Dichter, Abenteurer und GeschäftsmannArthur Rimbaud (1854–1891)

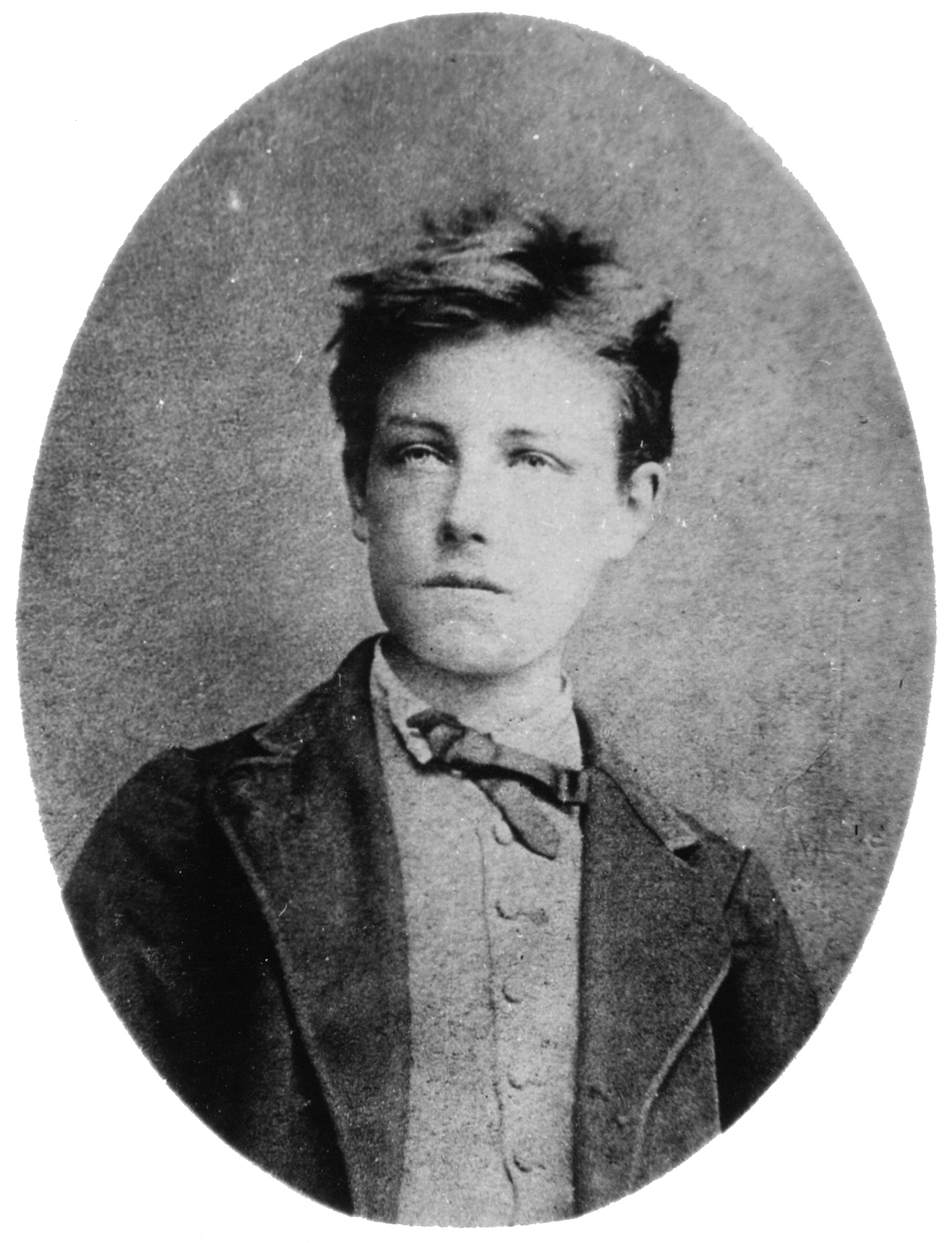
Arthur Rimbaud (1854–1891)

- Rimbaud, Penny (* 1943), englischer Schriftsteller und Musiker, Gründer der Punkband Crass
- Rimbaud, Robin (* 1964), britischer Musiker
- Rimbault, Florence (* 1963), französische Fußballspielerin
- Rimbawan, Eko (* 1995), indonesischer Sprinter
- Rimbeck, Michael (* 1989), deutscher Eishockeyspieler
- Rimbereid, Øyvind (* 1966), norwegischer Schriftsteller
- Rimbert († 888), Erzbischof von Hamburg und Bremen (865–888), Heiliger

### Rime
- Rime, Jean-François (* 1950), Schweizer Unternehmer, Verbandsfunktionär und Politiker (SVP)
- Rimedio, Vincenzo (* 1927), italienischer Geistlicher, Altbischof von Lamezia Terme
- Rimek, Hamfried (1896–1945), sozialdemokratisches Opfer der NS-Justiz
- Rimely, Karl (1825–1904), katholischer Bischof von Neusohl, Kirchenhistoriker
- Rimensberger, Emil Friedrich (1894–1962), Schweizer Gewerkschaftsfunktionär, Redaktor, Sozialattaché und Legationsrat
- Rimensberger, Georg (1928–1998), Schweizer Künstler
- Rimer, Johannes († 1427), katholischer Priester in Lauban
- Rimer, Neil (* 1963), kanadischer Ökonom, Gründungspartner bei Index Ventures
- Rimes, Irina (* 1991), moldauische Sängerin und Songwriterin
- Rimes, LeAnn (* 1982), US-amerikanische Country- und Pop-SängerinLeAnn Rimes (* 1982)

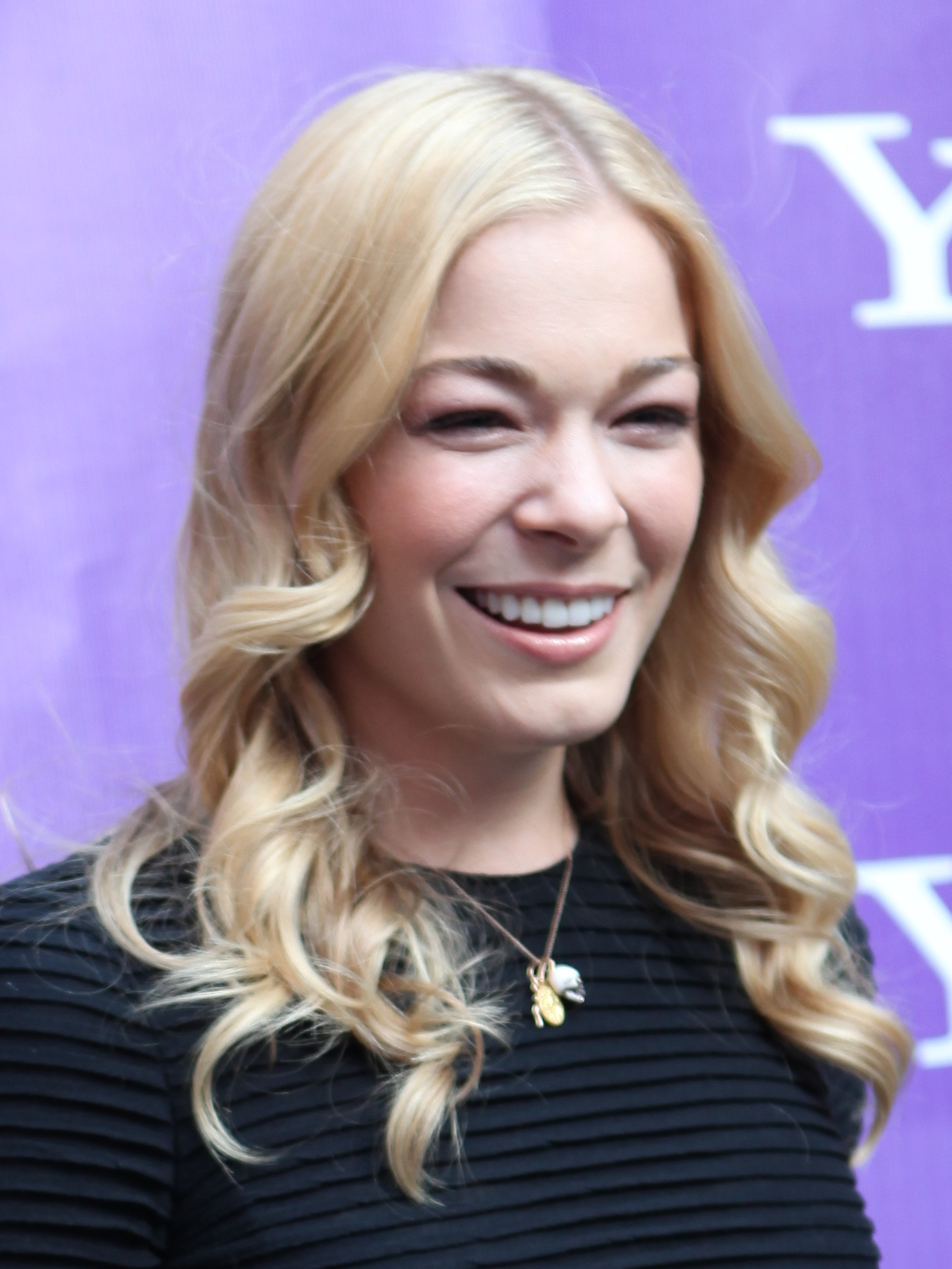
LeAnn Rimes (* 1982)

- Rimet, Jules (1873–1956), französischer Fußballfunktionär, Präsident der FIFA

### Rimi
- Riminaldi, Giovanni Maria (1718–1789), italienischer Kardinal
- Rimington, Dave (* 1960), US-amerikanischer American-Football-Spieler
- Rimington, Sammy (* 1942), britischer Jazzmusiker
- Rimington, Stella (1935–2025), britische Schriftstellerin und Direktorin des britischen Inlandsgeheimdienstes MI5Stella Rimington (1935–2025)

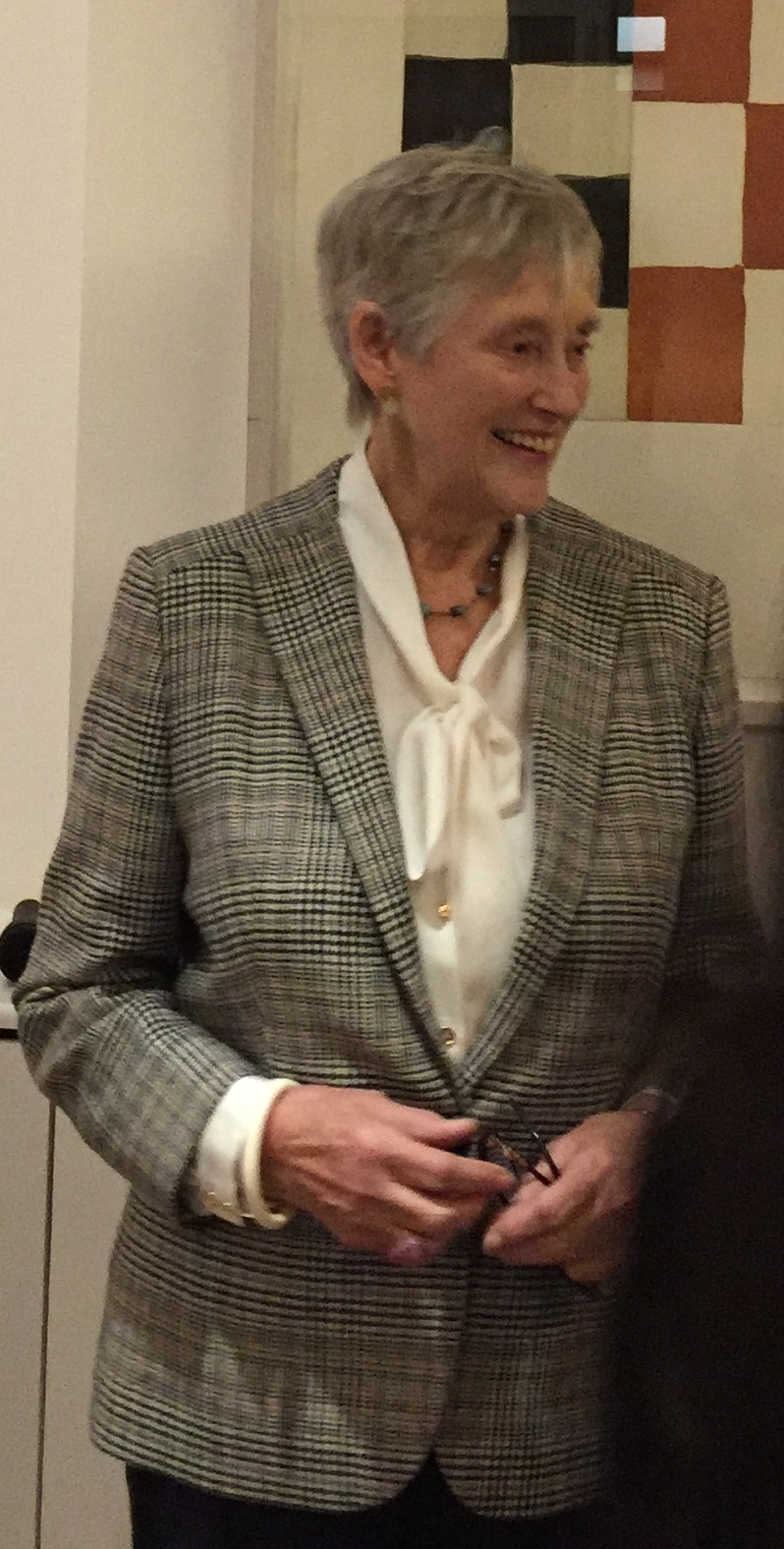
Stella Rimington (1935–2025)

- Rimini, Giacomo (1887–1952), US-amerikanischer Opernsänger (Bariton) und Gesangspädagoge italienischer Herkunft
- Riminton, Hugh (* 1961), neuseeländischer Journalist und Fernsehmoderator
- Rimitti, Cheikha (1923–2006), algerische Raï-Sängerin

### Rimk
- Rim'K (* 1978), französischer Rapper
- Rimkūnas, Algimantas (* 1953), litauischer Diplomat und Politiker, Vizeminister
- Rimkus, Andreas (* 1962), deutscher Metallgestalter und Bildhauer
- Rimkus, Andreas (* 1962), deutscher Politiker (SPD), MdB
- Rimkus, Claudia (* 1956), deutsche Autorin
- Rimkus, Edward (1913–1999), US-amerikanischer Bobfahrer
- Rimkus, Günter (1928–2015), deutscher Musiker, Intendant der Staatsoper Unter den Linden Berlin
- Rimkus, Juozas (* 1960), litauischer Politiker
- Rimkus, Kęstutis (* 1953), litauischer Politiker
- Rimkus, Vīts (* 1973), lettischer Fußballspieler
- Rimkus-Beseler, Edith (1926–2016), deutsche Fotografin, Erzählerin und Kunsterzieherin
- Rimkutė, Dovilė (* 2001), litauische Ruderin

### Riml
- Riml, Eva-Maria (* 2002), österreichische Tennisspielerin
- Riml, Walter (1905–1994), österreichischer Kameramann und Schauspieler
- Rimland, Bernard (1928–2006), US-amerikanischer Psychologe
- Rimland, Ingrid (1936–2017), US-amerikanische Holocaustleugnerin
- Rimli, Albert (1871–1954), Schweizer Architekt
- Rimli, Eugen Theodor (1909–1973), Schweizer Journalist und Verleger

### Rimm
- Rimma, antiker römischer Toreut
- Rimmel, Gunnar (* 1971), deutsch-schwedischer Ökonom und Professor für Betriebswirtschaftslehre
- Rimmel, Niklas (* 1999), deutscher Baseballspieler
- Rimmel, Rudolf (1937–2003), estnischer Schriftsteller
- Rimmele, Alfons (1910–1993), deutscher Politiker (CDU)
- Rimmelspacher, Bruno (* 1938), deutscher Jurist, Hochschullehrer und Zivilrechtler
- Rimmelspacher, Hugo (1906–1986), deutscher Politiker (SPD), MdL, MdB
- Rimmelzwaan, Guus (* 1959), niederländischer Immunologe und Virologe
- Rimmer, Davey (* 1968), britischer BassistDavey Rimmer (* 1968)

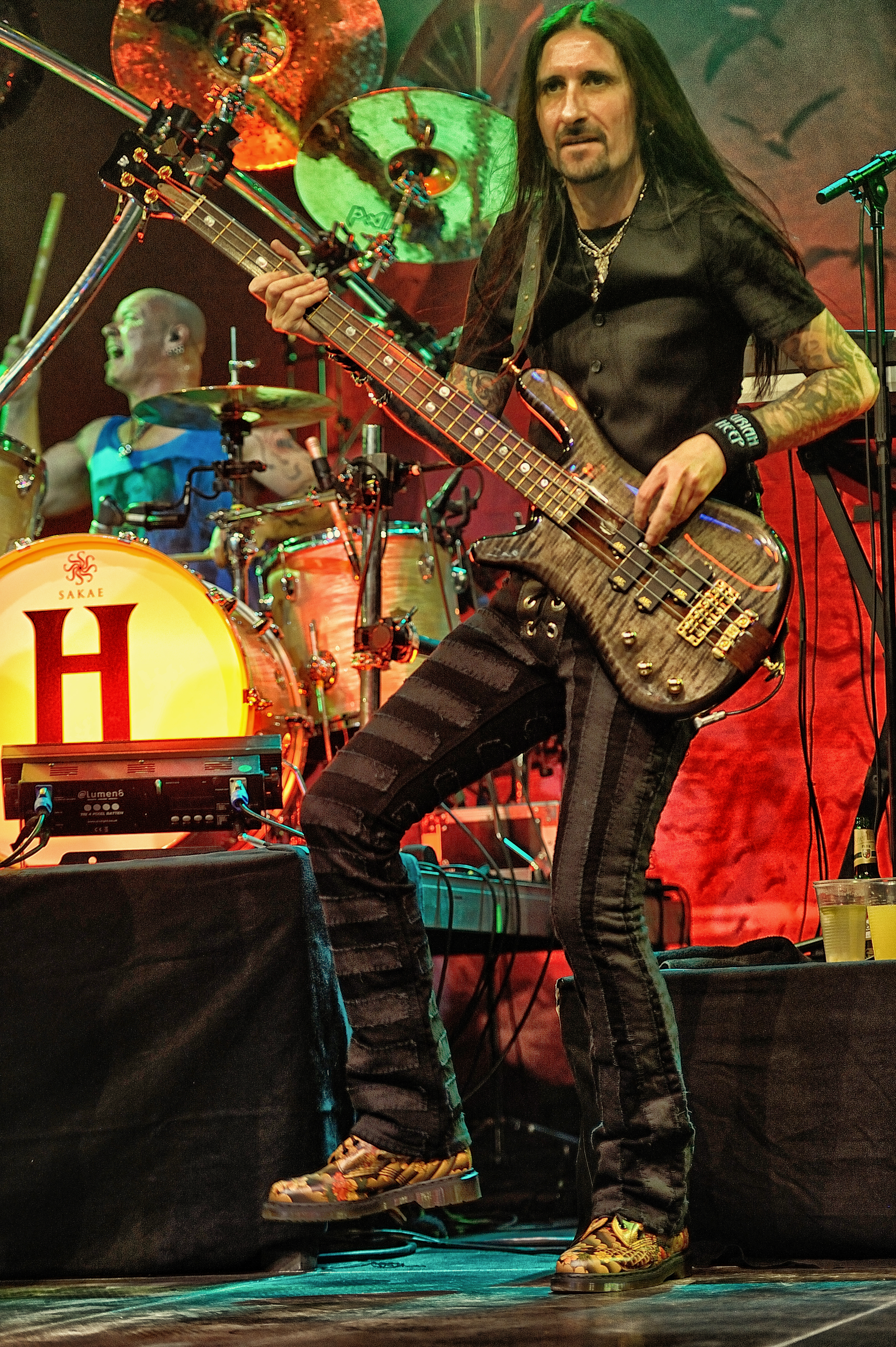
Davey Rimmer (* 1968)

- Rimmer, David (1942–2023), kanadischer Filmkünstler
- Rimmer, Jimmy (* 1948), englischer Fußballtorhüter
- Rimmer, Jodie (* 1974), neuseeländische Schauspielerin
- Rimmer, John (1878–1962), britischer Leichtathlet und zweifacher Olympiasieger
- Rimmer, Michael (* 1986), britischer Mittelstreckenläufer
- Rimmer, Neill (* 1967), englischer Fußballspieler
- Rimmer, Nicholas (* 1981), deutsch-britischer Pianist
- Rimmer, Shane (1929–2019), kanadischer Schauspieler
- Rimminen, Mikko (* 1975), finnischer Dichter und Schriftsteller
- Rimmington, Edith (1902–1986), britische Malerin, Fotografin und Dichterin

### Rimo
- Rimoin, David (1936–2012), kanadischer Arzt und Genetiker
- Rimoldi, Emanuel (* 1986), italienischer Pianist und Komponist
- Rimoldi, Pietro (1911–2000), italienischer Radrennfahrer
- Rímolo, Pedro, uruguayischer Fußballspieler

### Rimp
- Rimpapa, Adem (* 1967), deutscher Kinderdarsteller und Mediziner
- Rimpau, Arnold (1856–1936), deutscher Kaufmann, Unternehmer und Gutsbesitzer
- Rimpau, Cornelia (* 1947), deutsche Schriftstellerin
- Rimpau, Hans (1854–1919), deutscher Rittergutsbesitzer, Jurist und Politiker (NLP), MdR
- Rimpau, Jürgen (* 1944), deutscher Wissenschaftler für Pflanzenzüchtung und Genetik
- Rimpau, Theodor Hermann (1822–1888), deutscher Landwirt, Erfinder der Moordammkultur
- Rimpau, Wilhelm (1814–1892), deutscher Unternehmer und Landwirt
- Rimpau, Wilhelm (1842–1903), deutscher Saatgutzüchter und Naturwissenschaftler
- Rimpau, Wilhelm (1943–2024), deutscher Arzt
- Rimpau, Willi (1877–1963), deutscher Hygieniker und Mikrobiologe
- Rimphoff, Heinrich († 1655), schwedischer Konsistorialrat und Domprediger in Verden; Hexenverfolger
- Rimpl, Herbert (1902–1978), deutscher Architekt
- Rimple, Clyde (* 1937), trinidadischer Radsportler
- Rimpler, Georg (1636–1683), deutscher Baumeister, Festungsbauer und Mineur im deutschsprachigen Raum
- Rimpler, Gisela (1929–1999), deutsche Schauspielerin
- Rimpler, Horst (1935–2018), deutscher Pharmazeut und Hochschullehrer
- Rimpler, Otto (1801–1882), preußischer Offizier, Kommandeur der Bürgerwehr Berlins

### Rimr
- Rimrod, Toni (* 1948), deutscher Volleyballspieler
- Rimrott, Fritz (1849–1923), deutscher Ingenieur und Reichsbahnbeamter

### Rims
- Rimša, Petras (1881–1961), litauischer Skulptor, Grafiker und Medalist
- Rimscha, Hans von (1899–1987), deutsch-baltischer Lehrer, Journalist und Historiker
- Rimscha, Robert von (* 1964), deutscher Journalist, Autor und Diplomat
- Rimšelis, Klemensas (* 1958), litauischer Politiker und Manager
- Rimser, Cornelia (* 1982), österreichische Volleyball- und Beachvolleyballspielerin
- Rimser, Markus (* 1975), österreichischer Trainer, Coach und Autor
- Rimskaja-Korsakowa, Nadeschda Nikolajewna (1848–1919), russische Pianistin, Musikwissenschaftlerin und Komponistin
- Rimski-Korsakow, Alexander Michailowitsch (1753–1840), russischer General
- Rimski-Korsakow, Georgi Michailowitsch (1901–1965), russischer Komponist und Enkel des Komponisten Nikolai Rimski-Korsakow
- Rimski-Korsakow, Nikolai Andrejewitsch (1844–1908), russischer KomponistNikolai Andrejewitsch Rimski-Korsakow (1844–1908)

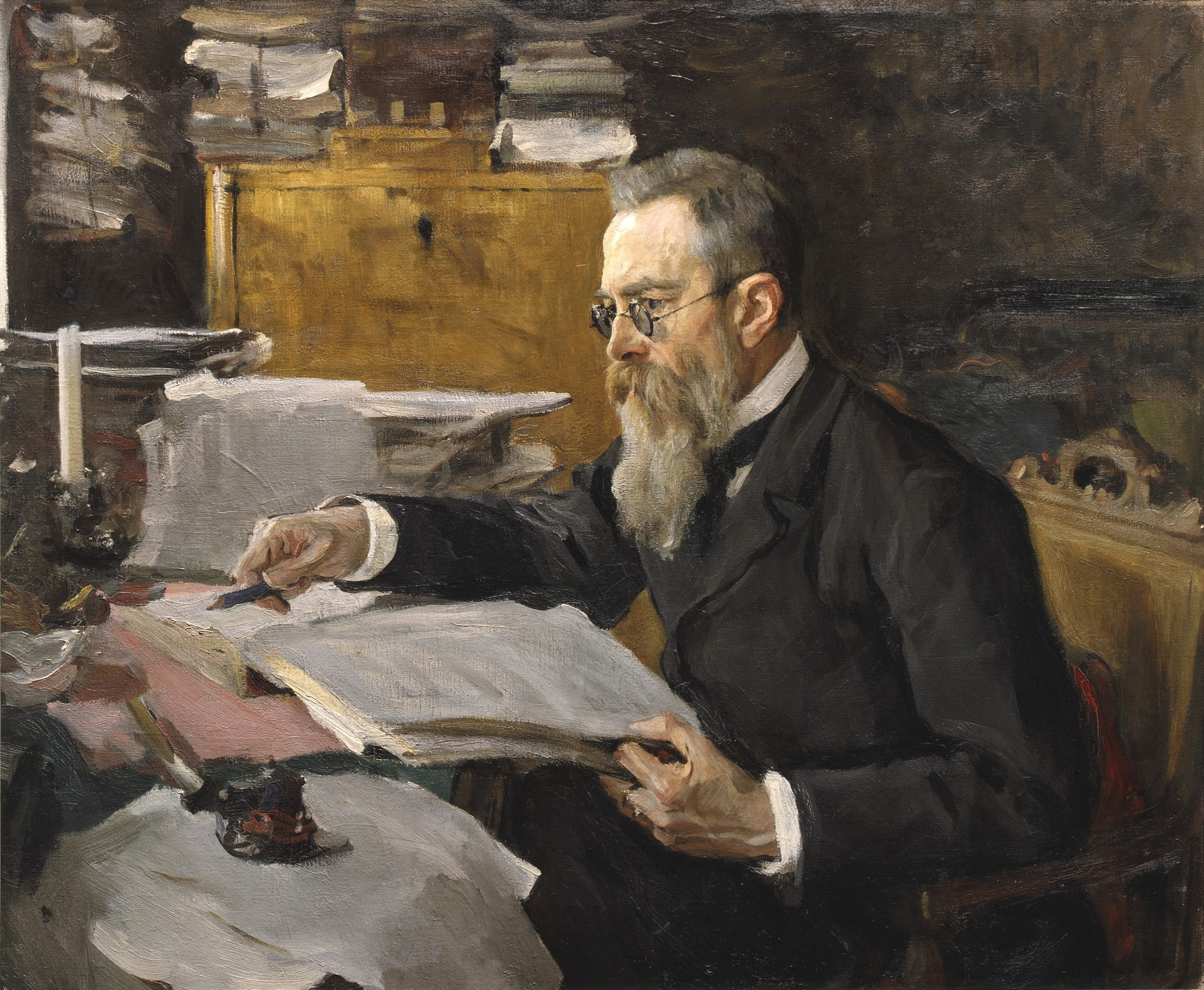
Nikolai Andrejewitsch Rimski-Korsakow (1844–1908)

### Rimu
- Rimultowsky und Kornitz, Gottlieb Christoph von (* 1714), preußischer Landrat
- Rimum, König von Dilmun
- Rimuš, König von Akkad